# Comuna Dubrovačko primorje, Dubrovnik-Neretva
Dubrovačko primorje este o comună în cantonul Dubrovnik-Neretva, Croația, având o populație de 2.170 de locuitori (2011).

## Demografie
Componența etnică a comunei Dubrovačko primorje
     Croați (98,99%)
     Necunoscut (0,05%)
     Neclasificat (0,51%)
Componența confesională a comunei Dubrovačko primorje
     Catolici (98,06%)
     Necunoscută (0,65%)
     Alte religii (1,29%)
Conform recensământului din 2011, comuna Dubrovačko primorje avea 2.170 de locuitori. Din punct de vedere etnic, majoritatea locuitorilor (98,99%) erau croați. Apartenența etnică nu este cunoscută în cazul a 0,05% din locuitori. Din punct de vedere confesional, majoritatea locuitorilor (98,06%) erau catolici. Pentru 0,65% din locuitori nu este cunoscută apartenența confesională.